# Ribaute
Ribaute (en occitan Ribauta) là một xã của Pháp, nằm ở tỉnh Aude trong vùng Occitanie.

## Hành chính
| Danh sách các xã trưởng                |           |                     |      |         |
| Giai đoạn                              | Giai đoạn | Tên                 | Đảng | Tư cách |
| 1988                                   | 1995      | Roger Cathary       |      |         |
| 1995                                   | 2001      | Germain Viès        |      |         |
| tháng 3 năm 2001                       |           | Jean-Claude Limouzy | PS   |         |
| Tất cả các dữ liệu trước đây không rõ. |           |                     |      |         |

## Thông tin nhân khẩu
Người dân địa phương trong tiếng Pháp gọi là Ribautais.
| Năm | 1962 | 1968 | 1975 | 1982 | 1990 | 1999 |
| --- | ---- | ---- | ---- | ---- | ---- | ---- |
| Dân số | 284  | 285  | 254  | 232  | 190  | 227  |
| From the year 1968 on: No double counting—residents of multiple communes (e.g. students and military personnel) are counted only once. |      |      |      |      |      |      |